# 金殷說
金殷說（朝鲜语：김은열，937年—1028年三月初四）是新罗敬顺王和樂浪公主的第4子，也是全州金氏的始祖，被封为大安君，儿子是江陵君金泰華。

## 简介
根据《慶州金氏族譜》记载：“新羅敬順王金傅第四子，侍中侍郎，有高麗平章事，殷說卒于戊辰三月初四日，己丑葬于城北十里鍾岩下五龍山南麓，雙龍合金，壬坐之原，兄則鎰，次鍠次鳴鍾，弟曰重錫，曰鍵，曰鐥，曰鍾，子江陵君泰華。”而《高麗平章事輔國大安君金公殷說墓志》的记载与族谱记载也大略相同。

## 家庭
- 儿子：江陵君金泰华、金淑承、金海君金濂、金汤